# 로리 스톰
로리 스톰(Rory Storm, 1938년 1월 7일 ~ 1972년 9월 28일)은 영국의 음악가 겸 보컬리스트이다. 앨런 어니스트 콜드웰(Alan Ernest Caldwell)을 본명으로 리버풀에서 태어난 스톰은 1950년대 말에서 1960년대 초까지 비틀즈와 동시기에 활동한 리버풀 밴드 로리 스톰 앤 더 허리케인스 소속 가수 겸 리더였다. 링고 스타는 여기서 1962년 피트 베스트를 대신하여 비틀즈에 합류하기 전까지 드러머로 재적했다.
활동 시기 리버풀 및 함부르크 클럽 씬에서 가장 유명한 음악가 중 하나로 명성을 날렸으나, 음반 경력은 별 소득을 거두지 못했다. 1960년대 초 전성기에 두 장의 싱글(또 추가 컴필레이션 트랙 하나)을 발매했을 뿐이며, 이마저도 차트 진입에 실패했다. 두 번째이자 마지막 싱글인 《웨스트 사이드 스토리》의 곡 〈America〉는 비틀즈의 프로듀서인 브라이언 엡스타인이 제작을 맡았다.
스톰의 아버지 사망 후, 암스테르담에서 리버풀로 건너와 모친이 계시는 리버풀 브로드그린 브로드 그린 로드 54번지 스톰스빌에 정착했다. 1972년 9월경 흉부 감염을 앓아 잠을 청할 수 없게 되었고, 그래서 수면제를 복용했다. 그 다음날 스톰과 그 모친은 사체로 발견되었다. 검시 결과 스톰은 자기를 죽일 만큼의 약을 복용하지 않은 것으로 밝혀졌는데, 그 모친은 그가 죽었다고 생각하여 숨진 것으로 생각된다.